# Bacșani, Bârzula
Bacșani (în ucraineană Бакша, transliterat: Bakșa) este un sat în comuna Savran din raionul Bârzula, regiunea Odesa, Ucraina.

## Demografie
Componența lingvistică a localității Bacșani
     Ucraineană (91%)
     Română (6,96%)
     Rusă (1,39%)
     Alte limbi (0,46%)
Conform recensământului din 2001, majoritatea populației localității Bacșani era vorbitoare de ucraineană (91%), existând în minoritate și vorbitori de română (6,96%) și rusă (1,39%).

## Vezi și
- Românii de la est de Nistru